# 1128
Năm 1128 là một năm trong lịch Julius.

## Sự kiện
- 15 tháng 1: Lý Thần Tông lên ngôi hoàng đế nhà Lý
- Đế quốc Khmer cướp phá bến Ba Đầu ở châu Nghệ An của Đại VIệt nhưng bị nhà Lý đánh bại.

## Mất
- Lý Nhân Tông 1066-1128